# Стахановський завод феросплавів
48°33′00″ пн. ш. 38°34′08″ сх. д. / 48.55° пн. ш. 38.569° сх. д.
Стахановський завод феросплавів — найбільший (близько 50 % загальноукраїнського виробництва) завод з виготовлення феросиліцію в Україні. Розташований у місті Кадіївка, Луганська область.
Знаходиться на непідконтрольній території.

## Історія
Рішення про початок будівництва було прийняте у 1952. Будівництво йшло протягом 1959–1962 років.
У заводу вісім феросплавних печей, продуктивністю близько 2 тисяч тонн на місяць кожна. Основна продукція: феросиліцій, феромарганець і феросилікомарганець. Велика частина виробленої підприємством продукції (близько 75 %) експортувалася з України.
У 2011 році СЗФ знизив виробництво феросплавів на 5,2 % в порівнянні з 2010 роком — до 208,3 тис. Тонн. При цьому завод наростив випуск феросиліцію (у перерахуванні на 45 % -ний) на 6,8 % — до 145,3 тис. Тонн, але скоротила випуск силікомарганцю — на 24,7 %, до 63 тис. Тонн.
За даними СЗФ на кінець 2011 року, у власності чотирьох кіпрських компаній Philex Investments Limited, Felicio Enterprises Limited, Kellton Enterprises Limited і Mercliston Limited знаходиться по 24,4867 % акцій, всього — 97,9468 %.
Бізнес Стахановського ЗФ, Запорізького ЗФ, Орджонікідзевського і Марганецького гірничо-збагачувальних комбінатів організує ПриватБанк (Дніпропетровськ).
За даними ЗМІ, станом на липень 2018 р. на підприємстві працювала одна піч № 4, на якій вироблявся феросиліцій. Орієнтовний обсяг виробництва — 1000—1800 т на місяць. Поставка продукції здійснювалася на Алчевський МК.
В 2018 завод перейшов під зовнішнє управління південно-осетинської компанії ЗАТ «ВНЕШТОРГСЕРВІС» і отримав назву  'філія № 13 «Стахановський завод феросплавів» ЗАТ «Внешторгсервіс».

## Продукція
- феросиліцій
- Ферросиликомарганец
- феромарганець
- електродна маса
- шлак

## Керівництво
- В.о. голови правління — Володимир Солошенко.